# ジーナ・レモンド
ジーナ・マリー・レモンド（Gina Marie Raimondo, [rəˈmɒndoʊ]; 1971年5月17日 - ）は、アメリカ合衆国の政治家、弁護士、ベンチャーキャピタリスト。第40代アメリカ合衆国商務長官。民主党員。第75代ロードアイランド州知事や第30代ロードアイランド州財務官を歴任し、ロードアイランド州知事は女性として初めて務めた。

## 来歴
レモンドはロードアイランド州で生まれ育ち、ロー・スクールを卒業した後、ベンチャーキャピタルでキャリアをスタートさせた。2000年にロードアイランド州初のベンチャーキャピタル会社である Point Judith Capital を共同設立した。彼女は2010年に政界入りし、ロードアイランド州財務長官に立候補した。就任1年目、レモンドはロードアイランド州の公務員年金制度の改革を優先した。
レモンドは、2014年に3人が立候補した州知事選挙で41%の得票率で選出された。在任中の2018年の選挙サイクルでレモンドは民主党知事協会 (DGA) の副議長に選出された。2018年に知事に再選され、COVID-19のパンデミックに対する州の初期対応を監督した。2020年の大統領選挙で、レモンドはマイケル・ブルームバーグの選挙運動の共同責任者を務めた。
ワシントン・ポストはレモンドを「穏健なテクノクラート」と評し 、党内の中道派とされることが多い。ジョー・バイデン大統領によって商務長官に選ばれ 、2021年のインフラ投資および雇用法の交渉で主導的な役割を果たした。